# Жан-Поль Пенен
Жан-Поль Пенен (фр. Jean-Paul Penin; нар. 31 грудня 1949, Сен-Дізьє) — французький диригент.

## Біографія
Жан-Поль Пенен здобув освіту як біофізик, захистивши дисертацію в Страсбурзькому університеті (1974), після чого вирішив повністю присвятити себе музиці. У тому ж університеті він отримав маґістерський ступінь з музикознавства (1978), одночасно закінчивши Страсбурзьку консерваторію за класами контрабаса та камерного ансамблю. Крім того, Пенен вивчав історію музики в Паризькій консерваторії в Іва Жерара, потім навчався в Консерваторії Сан-Франциско, у тому числі у Джона Куліджа Адамса як фулбрайтовський стипендіат.
У 1980—1981 рр. Пенен був асистентом Алена Ломбара у Страсбурзькому філармонічному оркестрі, потім у 1982—1984 роках асистентом Лоріна Маазеля у Віденській державній опері. У 1990—1994 рр. головний запрошений диригент Краківського філармонічного оркестру.

## Найважливіші виступи
З ім'ям Пенена пов'язана одна значна прем'єра: перше у Франції виконання «Урочистої меси» Гектора Берліоза — юнацького (1824) твору знаменитого композитора, який вважався втраченим і знайденим 1991 року ; Пенен виконав її з оркестром і хором Краківської філармонії 7 жовтня 1993 року в Базиліці Святої Марії Магдалини у Везлі, через 4 дні після світової прем'єри (у Бремені під керуванням Джона Еліота Гардінера). Зроблений у Везлі концертний запис вважається першим, оскільки Гардінер записав своє виконання вже на наступному концерті, 12 жовтня в Лондоні. Зустрічаються в деяких джерелах повідомлення про те, що Пенен диригував у Нідерландах світовою прем'єрою Другого концерту для фортеп'яно з оркестром Олів'є Мессіана, не відповідає дійсності: Месіан не має твору з такою назвою; мабуть, це неточні відлуння повідомлення про нідерландську прем'єру месіанівського «Міста у висоті» (фр. La ville d’en-haut (для фортеп'яно і оркестру), що дійсно відбулася 1990 року під керуванням Пенена, проте світова прем'єра цього твору відбулася роком раніше в Нью-Йорку під керуванням П'єра Булеза.

## Записи
Серед записів Пенена найбільшою популярністю користуються опери, у тому числі моцартівські «Так чинять всі» та «Дон Жуан», проте насамперед — рідко виконувані та записувані: «Фернан Кортес» Гаспаре Спонтіні, «Едіп у Колоні» Антоніо Саккіні (опера, написана) на замовлення Людовіка XVI для відкриття нового оперного театру у Версалі), «Гвендоліна» Еммануеля Шабріє, а також «Вільний стрілець» Вебера в редакції Берліоза, з дванадцятьма берліозівськими додатковими речитативами.

## Твори
Пенену належить книга «Барочники, або Музична точність» (фр. Les Baroqueux ou le Musicalement Correct; 2000) — розлогий памфлет проти історичного виконання та його прихильників; скорочений виклад позиції Пенена містить лекція «Музикант перед вибором: Музеографія чи присвоєння?» (фр. L’interprète face à la partition. Muséographie ou appropriation?), у якій Пенен резюмує свою позицію словами: «Музиканти що неспроможні прийняти емоційного спотворення, отже — фальсифікації твору, які нав'язуються ідеологією барочників. <…> Наполягати на віці шедевра — значить позбавляти слухача основної свободи вирушати під час концерту на той час і місце, яке йому подобається».
Пенен написав також оркестрову сюїту «Паризькі ночі» (фр. Nuits Parisiennes; 2004), за якою пізніше було поставлено балет.